# Amanda Holden
Pour les articles homonymes, voir Holden.
Ne doit pas être confondu avec Amanda Holden (écrivain).
Amanda Holden, née Amanda Louise Holden le 16 février 1971 à Bishop's Waltham, est une actrice et présentatrice de télévision britannique. Amanda Holden fait partie du jury de l'émission Britain's Got Talent aux côtés de Simon Cowell, Alesha Dixon & David Walliams.

## Biographie
Amanda Holden est née le 16 février 1971, à Bishop's Waltham, Hampshire, Angleterre. Elle étudie à l'école d'art dramatique de Londres (Mountview Theatre School (en)) d'où elle sort en juillet 1992. L'actrice obtient son premier rôle dans la série télévisée In Suspicious Circumstances.

## Filmographie
- 1994 : EastEnders, série télévisée
- 1996 : Intimate Relations, film
- 1998 : Delhi Royal, série télévisée
- 1998 : Jonathan Creek, série télévisée
- 1998 : Don't Go Breaking My Heart, film
- 1998-2001 : Kiss Me Kate, série télévisée
- Virtual Sexuality, film (1999)
- The Grimleys, série télévisée (1999-2001)
- Hearts and Bones, série télévisée (2000)
- Happy Birthday Shakespeare  film télévisé (2000)
- Now You See Her  film télévisé (2001)
- Celeb (2002) (TV series)
- Ready When You Are, Mr McGill film télévisé (2002)
- Eternal Rectangle, série télévisée (2003)
- Le Train de 16 h 50, adaptation d'un livre d'Agatha Christie pour la télévision (2004)
- Mad About Alice,série télévisée  de la BBC (2004)
- Wild at Heart, série télévisée de ITV (2006-2008)
- Big Top, série télévisée de la BBC (2009)
- Amandine Malabul, sorcière maladroite , série télévisée de la CBBC, ZDF et Netflix (2017-présent) : Pippa Talisman (Pippa Petangle)

## Émissions de télévision
- Blind Date, candidate en 1991
- Cutting It (2002-2005)
- Membre du jury depuis 2007 de Britain's Got Talent